# Two Hills
Two Hills est une ville (town) du Comté de Two Hills No 21, située dans la province canadienne d'Alberta.

## Démographie
En tant que localité désignée dans le recensement de 2011, Two Hills a une population de 1 379 habitants dans 472 de ses 522 logements, soit une variation de 31.7% avec la population de 2006. Avec une superficie de 3,312 3 km2, la ville possède une densité de population de 416,327 hab/km2 en 2011.
Concernant le recensement de 2006, Two Hills abritait 1 047 habitants dans 457 de ses 499 logements. Avec une superficie de 3,312 3 km2, la ville possédait une densité de population de 316,1 hab/km2 en 2006.
| 2001  | 2006  | 2011  | 2016  |
| ----- | ----- | ----- | ----- |
| 1 091 | 1 047 | 1 379 | 1 352 |